# Martijn Biemans (radioprogramma)
Martijn Biemans was een radioprogramma op de Nederlandse zender Radio 538 dat werd gepresenteerd door Martijn Biemans. Het programma werd uitgezonden op vrijdagochtend tussen 4 en 6 uur, op zaterdag- en zondagmiddag tussen 3 en 6 uur en op zondagavond tussen 10 en 12 uur. Op 4 januari 2015 was de laatste uitzending.

## Onderdelen
- Too Much Information -  Martijn Biemans maakte met de hulp van luisteraars een collectie van opvallende berichten uit de sociale media van de afgelopen week.
- De dialectenquiz - Luisteraars hoorden een dialect uit verschillende delen van Nederland. Men moest raden wat de betekenis van het woord of zin was.
- 538 Best Of Dance Smash - Biemans draaide fragmenten van drie platen die ooit Dancesmash waren. De luisteraars konden stemmen welke van de drie gedraaid gaat worden.